# Naturdenkmal Rappenfluh

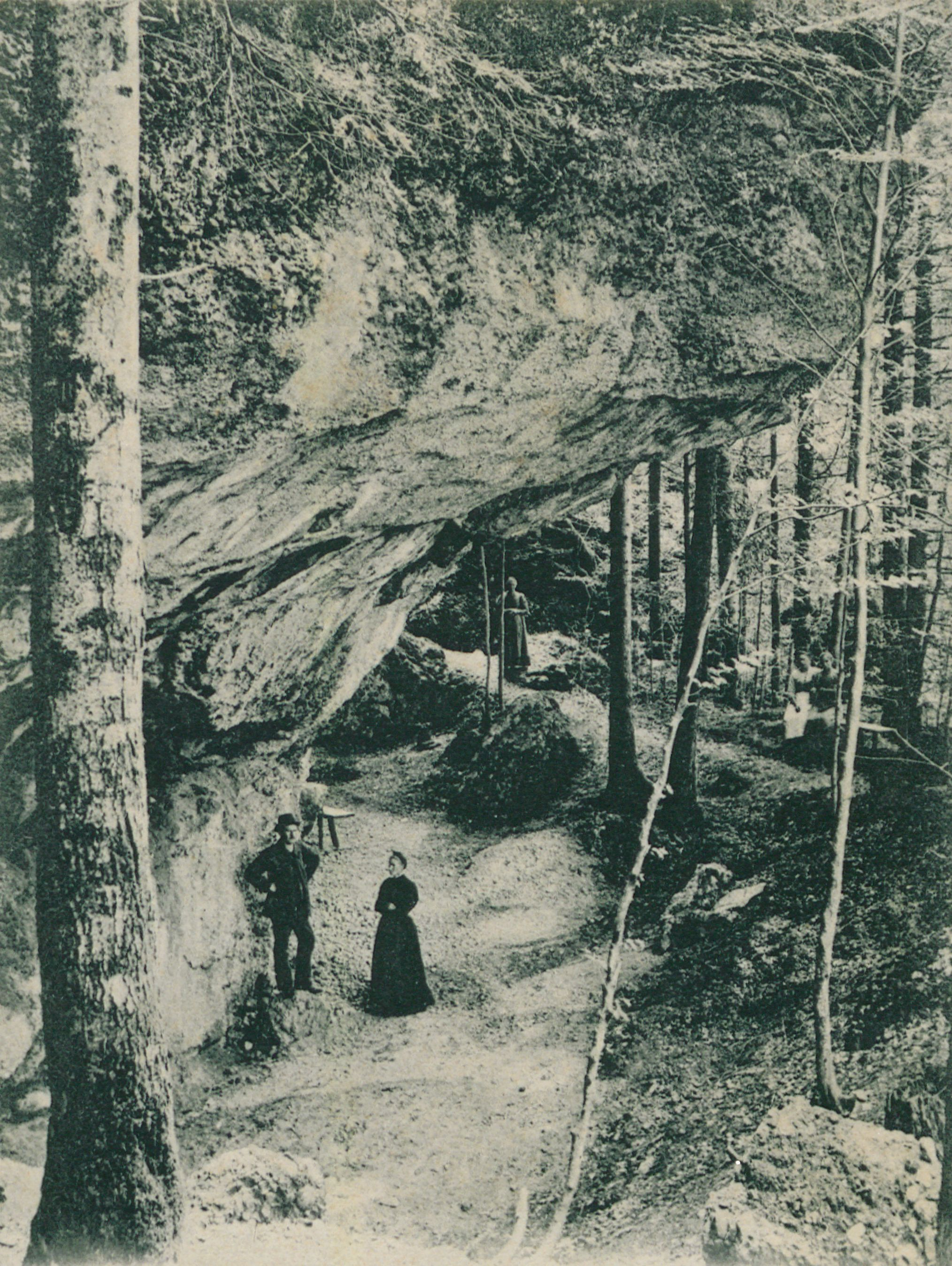
Der „Dach“-Stein, Aufnahme um 1912

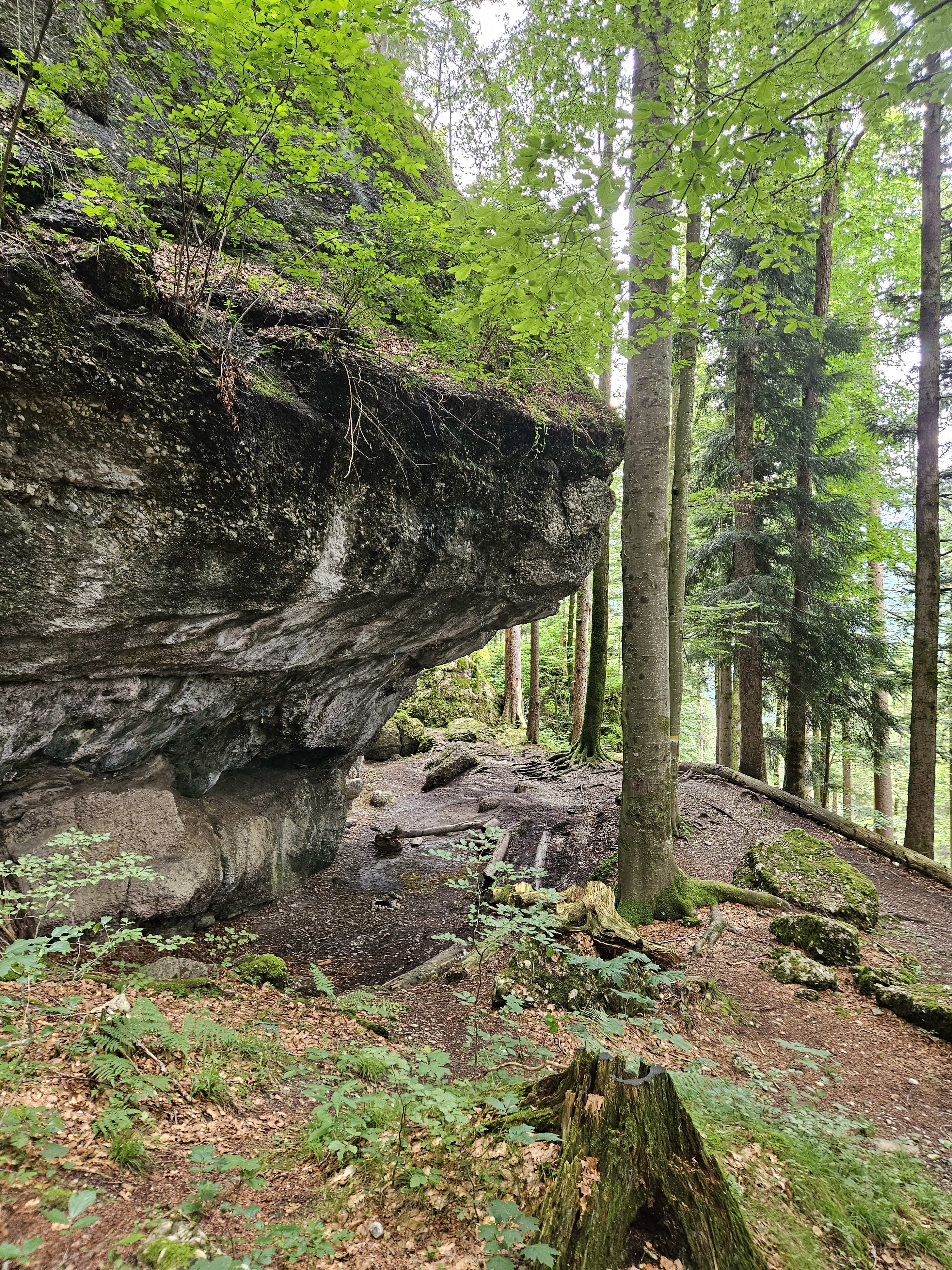
Der „Dach“-Stein, Aufnahme um 2024

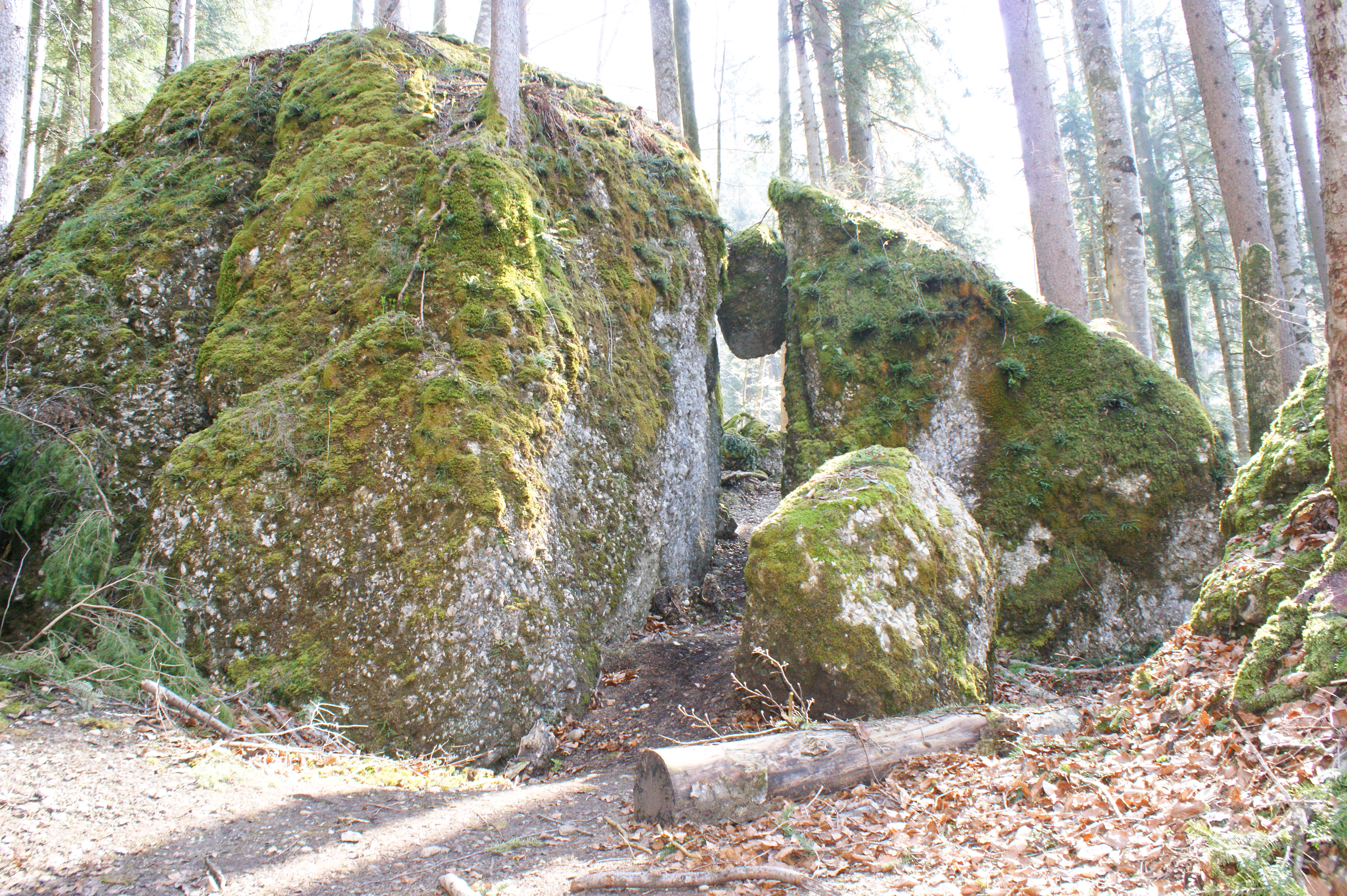
März 2020

Das Naturdenkmal Rappenfluh befindet sich in der Parzelle Rappenfluh in der Gemeinde Hittisau im Bregenzerwald, Vorarlberg, Österreich. Es handelt sich bei diesem Naturdenkmal um eine große Anzahl herabgestürzter, teilweise haushoher Felsblöcke, wodurch unter anderem dadurch auch höhlenartige Gänge geschaffen wurden. Das Naturdenkmal ist auf Vogis nicht als solches verzeichnet, es fehlt daher in der Liste der Naturdenkmäler im Bezirk Bregenz.

## Name
Es wird vermutet, dass der Begriff Rappen sich auf Waldrappen (Vorarlbergerisch: Rap bzw. Rappa, siehe auch Rappenlochschlucht) bezieht, ein in Europa seit Jahrhunderten wegen zu intensiver Bejagung ausgerottete Tierart.
Der Name Rappenfluh findet sich auch noch in den Gemeinden: Kennelbach, Langen bei Bregenz, Lingenau, Möggers und Wolfurt, weitere Zusammensetzungen mit dem Wort Rapp finden sich in sehr vielen Flurnamen in Vorarlberg.

## Lage
Die Parzelle Rappenfluh und dieses Naturdenkmal Rappenfluh befinden sich am südwestlichen Teil der Gemeinde Hittisau auf etwa 830 m ü. A. Zum Ortszentrum von Hittisau sind es etwa 1500 Meter Luftlinie.

## Entstehung, Geschichte
Der Bergsturz, durch welchen das Naturdenkmal gebildet wurde, hat sich erst nach der letzten Eiszeit, vor wenigen Jahrtausenden, ereignet. Es konnten hier keine eiszeitlichen Einwirkungen festgestellt werden.
Bei diesem Bergsturz hat sich eine mächtige Nagelfluhbank, deren Schichtung mit 30° gegen Süden gerichtet war, abgelöst. Das Sturzmaterial aus den großen Blöcken ist heute noch im Wald sichtbar und der Abbruch selbst stellt sich heute teilweise als eigene Felswand dar. Durch die Schichtung der Blöcke entstanden teilweise Höhlen, wie z. B. das Geldloch.
Zur Zeit der Koalitionskriege / Vorarlberger Volkserhebung 1809 soll der Sage nach das Bergsturzgebiet der Rappenfluh einigen Bewohnern von Hittisau als Versteck gedient haben.
Das Naturdenkmal ist Rückzugsgebiet für Tiere sowie Überwinterungsplatz. Diese ziehen sich in die hier geschaffenen überdeckten Höhlen zurück. Dieses seit 1955 geschützte Naturdenkmal wurde 1984 aus der Liste der Naturdenkmäler entfernt und 1991 wieder unter Schutz gestellt.

## Sagen
Im Geldloch soll der Sage nach in einem Butterfass ein beträchtlicher Geldschatz versteckt sein, der von einem schwarzen Pudel gehütet wird.